# Berganty
Berganty is een gemeente in het Franse departement Lot (regio Occitanie) en telt 99 inwoners (2009). De plaats maakt deel uit van het arrondissement Cahors.

## Geografie
De oppervlakte van Berganty bedraagt 6,7 km², de bevolkingsdichtheid is dus 14,8 inwoners per km².
De onderstaande kaart toont de ligging van Berganty met de belangrijkste infrastructuur en aangrenzende gemeenten.

## Demografie
Onderstaande figuur toont het verloop van het inwonertal (bron: INSEE-tellingen).